# قرار مجلس الأمن التابع للأمم المتحدة رقم 746
قرار مجلس الأمن التابع للأمم المتحدة رقم 746، الذي تم تبنيه بالإجماع في 17 مارس 1992، بعد إعادة التأكيد على القرار 733 (1992)، الذي يشير إلى اتفاق وقف إطلاق النار في مقديشو وتقرير الأمين العام، حث المجلس على مواصلة العمل الإنساني للأمم المتحدة في الصومال وأيد بشدة قرار الأمين العام إرسال فريق تقني هناك.
وحث المجلس الفصائل الصومالية على التمسك باتفاقية وقف إطلاق النار المبرمة في 3 مارس / آذار 1992، مطالباً إياها كذلك بالتعاون مع الأمين العام والأمم المتحدة والمنظمات الدولية لتسهيل إيصال المساعدات الإنسانية إلى المحتاجين. كما أيد قراره إرسال فريق تقني إلى الصومال من شأنه وضع آليات إيصال المساعدات، ودعا الفصائل الصومالية إلى احترام سلامة الفريق وأمنه.
وأخيراً، شجع القرار على التعاون بين منظمة الوحدة الأفريقية وجامعة الدول العربية ومنظمة المؤتمر الإسلامي والأمين العام على أمل عقد مؤتمر للمصالحة الوطنية والوحدة في الصومال.

## روابط خارجية
- نص القرار في undocs.org